# Amata choneutospila
Amata choneutospila är en fjärilsart som beskrevs av Turner 1905. Amata choneutospila ingår i släktet Amata och familjen björnspinnare. Inga underarter finns listade i Catalogue of Life.